# Корпорал

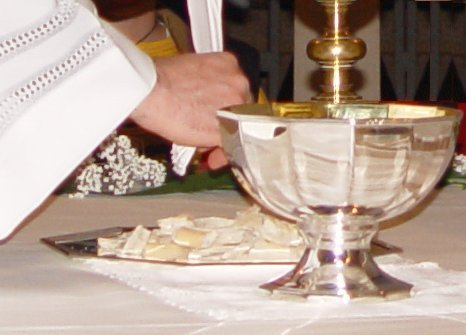
Патена и чаша на корпорале

Корпора́л (лат. Corporale) — в западных литургических обрядах Католической церкви квадратный плат, который раскладывается на алтаре в ходе Евхаристической литургии и на котором на всём её протяжении находятся патена с гостиями и чаша с вином для Евхаристии. Как правило, сделан из полотна белого цвета. Название происходит от латинского Corpus Christi — Тело Христово.
В ранней западной традиции корпорал покрывал всю поверхность алтаря, начиная с XI века он стал иметь меньшие размеры. В позднем Средневековье корпорал обычно имел размеры 50х50 сантиметров. Такие корпоралы часто используются и сейчас, однако в связи с увеличением числа причастников в больших храмах могут использоваться корпоралы бо́льших размеров. Сложенным корпоралом в древности также закрывали чашу с освящённым вином; постепенно этот корпорал превратился в особый литургический предмет — паллу.
Священник раскладывает корпорал на алтаре во время оффертория, первой части Евхаристической литургии. На корпорал ставятся патена и чаша, содержащие хлеб и вино для евхаристии. После освящения Святые Дары также пребывают на алтаре исключительно на корпорале. До литургической реформы XX века гостию, предназначенную для священника, клали не на патену, а непосредственно на корпорал. После окончания мессы корпорал складывается и убирается с алтаря, Святые Дары перемещаются в дарохранительницу. Вне литургии корпорал хранится в сложенном виде в специальном чехле или футляре. Корпорал является необходимым предметом для совершения евхаристии. В случае совершения литургии вне храма священник раскладывает корпорал на переносном алтаре или подходящей ровной поверхности.
В византийском обряде (православие и греко-католицизм) корпоралу соответствует илитон. Подобно корпоралу илитон раскладывается непосредственно на престоле, затем на илитоне разворачивается антиминс, на котором совершается литургия. В западной христианской традиции антиминс отсутствует. Кроме того, илитон, в отличие от корпорала, сделан из красной, а не из белой ткани.